# Conta-me
Conta-me foi um programa de entrevistas, emitido ao início das tardes de sábado na TVI e com repetição ao domingo à noite na TVI Ficção. 
As entrevistas foram conduzidas em alternância por Manuel Luís Goucha e Maria Cerqueira Gomes.
Até janeiro de 2021, altura em que deixou o canal, Fátima Lopes também conduziu uma série de entrevistas.
Algumas das entrevistas especiais foram conduzidas por Cristina Ferreira e Iva Domingues.
O programa encontra-se suspenso desde o dia 27 de janeiro de 2024, acabando por ser substituído no horário pelo concurso Vai ou Racha.
A 31 de março de 2024, às 12h, o programa regressou à antena para uma emissão especial.

## Formato
“Conta-me”, é um espaço de conversa intimista onde várias personalidades se sentam frente a frente, num entrevista sem filtros.
Cada programa pretende ser uma viagem pela vida pessoal e profissional dos entrevistados, uma abordagem emocionante que nos remete para o do palco da sua vida ou para longe dos holofotes.
Personalidades que vão desde a televisão à literatura, representação, passando pela política, desporto ou música.
Rostos bem conhecidos do público português, que serão surpreendidos de forma irreverente, num formato recheado de emoções e que todas as semanas se vai revelar variado e distinto.

## Apresentadores
| Apresentadores        | Anos        |
| --------------------- | ----------- |
| Manuel Luís Goucha    | 2020 - 2024 |
| Fátima Lopes          | 2020 - 2021 |
| Cristina Ferreira     | 2020 - 2021 |
| Maria Cerqueira Gomes | 2021 - 2024 |
| Iva Domingues         | 2023        |

## Entrevistas
| Data                   | Apresentador/a     | Convidado              | Audiência               |
| ---------------------- | ------------------ | ---------------------- | ----------------------- |
| 12 de setembro de 2020 | Manuel Luís Goucha | Teresa Guilherme       | 5.4rating 15.0%share    |
| 19 de setembro de 2020 | Fátima Lopes       | Ana Varela             | 5.2rating 13.4%share    |
| 26 de setembro de 2020 | Manuel Luís Goucha | Ana Gomes              | (sem dados disponíveis) |
| 3 de outubro de 2020   | Manuel Luís Goucha | Sérgio Praia           | 5.8rating 15.9%share    |
| 10 de outubro de 2020  | Fátima Lopes       | Ricardo Carriço        | 4.7rating 14.1%share    |
| 17 de outubro de 2020  | Manuel Luís Goucha | Gustavo Santos         | 5.6rating 15.7%share    |
| 24 de outubro de 2020  | Fátima Lopes       | José Pedro Vasconcelos | 5.5rating 14.7%share    |
| 31 de outubro de 2020  | Manuel Luís Goucha | Rui Maria Pêgo         | 5.3rating 14.3%share    |
| 7 de novembro de 2020  | Manuel Luís Goucha | Maria Elisa Domingues  | (sem dados disponíveis) |
| 14 de novembro de 2020 | Fátima Lopes       | Patrícia Tavares       | (sem dados disponíveis) |
| 28 de novembro de 2020 | Manuel Luís Goucha | Mariza                 | 7.1rating 15.8%share    |
| 19 de dezembro de 2020 | Cristina Ferreira  | Maria Botelho Moniz    | 8.7rating 21.4%share    |
| 26 de dezembro de 2020 | Cristina Ferreira  | Manuel Luís Goucha     | 9.3rating 24.4%share    |

| Data                    | Apresentador/a        | Convidado               | Audiência               |
| ----------------------- | --------------------- | ----------------------- | ----------------------- |
| 1 de janeiro de 2021    | Cristina Ferreira     | Cláudio Ramos           | 9.2rating 19.1%share    |
| 2 de janeiro de 2021    | Manuel Luís Goucha    | Tânia Ribas de Oliveira | 8.2rating 18.8%share    |
| 9 de janeiro de 2021    | Fátima Lopes          | Iva Domingues           | 7.6rating 16.2%share    |
| 16 de janeiro de 2021   | Maria Cerqueira Gomes | Carolina Deslandes      | 6.1rating 15.8%share    |
| 23 de janeiro de 2021   | Manuel Luís Goucha    | Sónia Tavares           | 9.4rating 18.6%share    |
| 30 de janeiro de 2021   | Maria Cerqueira Gomes | Júlio Magalhães         | 7.9rating 17.9%share    |
| 6 de fevereiro de 2021  | Manuel Luís Goucha    | Diogo Infante           | 7.3rating 17.4%share    |
| 13 de fevereiro de 2021 | Maria Cerqueira Gomes | Ana Garcia Martins      | (sem dados disponíveis) |
| 27 de fevereiro de 2021 | Manuel Luís Goucha    | Catarina Furtado        | (sem dados disponíveis) |
| 6 de março de 2021      | Maria Cerqueira Gomes | Miguel Vieira           | 6.0rating 16.5%share    |
| 13 de março de 2021     | Manuel Luís Goucha    | Maria Rueff             | 5.7rating 15.8%share    |
| 20 de março de 2021     | Maria Cerqueira Gomes | Nuno Eiró               | 6.2rating 17.8%share    |
| 26 de março de 2021     | Manuel Luís Goucha    | Luísa Castel-Branco     | 7.3rating 19.4%share    |
| 3 de abril de 2021      | Manuel Luís Goucha    | Sónia Araújo            | 7.8rating 20.9%share    |
| 10 de abril de 2021     | Maria Cerqueira Gomes | Manuel Serrão           | 7.7rating 19.2%share    |
| 17 de abril de 2021     | Manuel Luís Goucha    | Ricardo Ribeiro         | 4.9rating 14.4%share    |
| 24 de abril de 2021     | Maria Cerqueira Gomes | Ana Brito e Cunha       | (sem dados disponíveis) |
| 1 de maio de 2021       | Manuel Luís Goucha    | Hélder Reis             | 6.5rating 20.9%share    |
| 8 de maio de 2021       | Manuel Luís Goucha    | Manuel Marques          | 5.2rating 17.4%share    |
| 15 de maio de 2021      | Maria Cerqueira Gomes | Vítor Emanuel           | 6.5rating 18.1%share    |
| 22 de maio de 2021      | Manuel Luís Goucha    | Henrique Feist          | 5.0rating 16.3%share    |
| 29 de maio de 2021      | Maria Cerqueira Gomes | Eduardo Madeira         | 5.2rating 16.7%share    |
| 5 de junho de 2021      | Manuel Luís Goucha    | Ruy de Carvalho         | 4.8rating 16.0%share    |
| 12 de junho de 2021     | Maria Cerqueira Gomes | Rosinha                 | 6.1rating 18.9%share    |
| 26 de junho de 2021     | Manuel Luís Goucha    | Maria do Céu Guerra     | 5.9rating 18.9%share    |
| 3 de julho de 2021      | Maria Cerqueira Gomes | Gisela João             | 4.3rating 13.1%share    |
| 10 de julho de 2021     | Manuel Luís Goucha    | Filipe La Féria         | 3.7rating 11.9%share    |
| 17 de julho de 2021     | Maria Cerqueira Gomes | São José Correia        | (sem dados disponíveis) |
| 24 de julho de 2021     | Manuel Luís Goucha    | José Avillez            | (sem dados disponíveis) |
| 31 de julho de 2021     | Maria Cerqueira Gomes | Rui Oliveira Nunes      | (sem dados disponíveis) |
| 7 de agosto de 2021     | Manuel Luís Goucha    | Fanny Rodrigues         | 5.8rating 18.1%share    |
| 14 de agosto de 2021    | Maria Cerqueira Gomes | João Fernando Ramos     | 4.5rating 13.6%share    |
| 21 de agosto de 2021    | Manuel Luís Goucha    | Santiago Lagoá          | 5.4rating 17.7%share    |
| 28 de agosto de 2021    | Maria Cerqueira Gomes | Inês Castel-Branco      | 5.4rating 17.4%share    |
| 4 de setembro de 2021   | Manuel Luís Goucha    | Luís Osório             | (sem dados disponíveis) |
| 11 de setembro de 2021  | Maria Cerqueira Gomes | Isabel Figueira         | (sem dados disponíveis) |
| 18 de setembro de 2021  | Manuel Luís Goucha    | FF                      | (sem dados disponíveis) |
| 2 de outubro de 2021    | Manuel Luís Goucha    | José Lopes              | 6.4rating 19.8%share    |
| 9 de outubro de 2021    | Maria Cerqueira Gomes | José Carlos Pereira     | 5.6rating 18.6%share    |
| 16 de outubro de 2021   | Manuel Luís Goucha    | Júlio César             | (sem dados disponíveis) |
| 23 de outubro de 2021   | Maria Cerqueira Gomes | Ruben Rua               | 4.4rating 14.5%share    |
| 30 de outubro de 2021   | Maria Cerqueira Gomes | Andreia Vale            | (sem dados disponíveis) |
| 6 de novembro de 2021   | Maria Cerqueira Gomes | Sara Prata              | 4.0rating 14.9%share    |
| 13 de novembro de 2021  | Manuel Luís Goucha    | Ana Guedes Rodrigues    | (sem dados disponíveis) |
| 20 de novembro de 2021  | Manuel Luís Goucha    | Nuno Santos             | 4.0rating 13.3%share    |
| 27 de novembro de 2021  | Manuel Luís Goucha    | Marco Rodrigues         | (sem dados disponíveis) |
| 5 de dezembro de 2021   | Maria Cerqueira Gomes | Maria Sampaio           | 5.1rating 15.5%share    |
| 11 de dezembro de 2021  | Maria Cerqueira Gomes | Paulo de Carvalho       | 4.5rating 14.4%share    |
| 18 de dezembro de 2021  | Maria Cerqueira Gomes | Mafalda de Castro       |                         |
| 25 de dezembro de 2021  | Manuel Luís Goucha    | Rodrigo Paganelli       |                         |

| Data                   | Apresentador/a                             | Convidado                     | Audiência |
| ---------------------- | ------------------------------------------ | ----------------------------- | --------- |
| 1 de janeiro de 2022   | Manuel Luís Goucha e Maria Cerqueira Gomes | Best Of                       |           |
| 8 de janeiro de 2022   | Manuel Luís Goucha                         | Camané                        |           |
| 15 de janeiro de 2022  | Manuel Luís Goucha                         | Ana Bola                      |           |
| 22 de janeiro de 2022  | Maria Cerqueira Gomes                      | Pedro Simas                   |           |
| 29 de janeiro de 2022  | Maria Cerqueira Gomes                      | Carlos M. Cunha               |           |
| 5 de janeiro de 2022   | Manuel Luís Goucha                         | Sílvia Alberto                |           |
| 12 de janeiro de 2022  | Maria Cerqueira Gomes                      | Marta Cardoso                 |           |
| 5 de março de 2022     | Manuel Luís Goucha                         | Pedro Abrunhosa               |           |
| 12 de março de 2022    | Maria Cerqueira Gomes                      | Fernanda Serrano              |           |
| 19 de março de 2022    | Manuel Luís Goucha                         | Joaquim Monchique             |           |
| 26 de março de 2022    | Maria Cerqueira Gomes                      | Sara Pinto                    |           |
| 2 de abril de 2022     | Manuel Luís Goucha                         | Mário Jardel                  |           |
| 9 de abril de 2022     | Manuel Luís Goucha                         | David Carreira                |           |
| 16 de abril de 2022    | Maria Cerqueira Gomes                      | Flávio Furtado                |           |
| 23 de abril de 2022    | Manuel Luís Goucha                         | Matilde Breyner               |           |
| 7 de maio de 2022      | Maria Cerqueira Gomes                      | Nuno Graciano (†)             |           |
| 14 de maio de 2022     | Maria Cerqueira Gomes                      | Sara Barradas                 |           |
| 21 de maio de 2022     | Manuel Luís Goucha                         | Marta Gil                     |           |
| 28 de maio de 2022     | Maria Cerqueira Gomes                      | Jorge Guerreiro               |           |
| 4 de junho de 2022     | Manuel Luís Goucha                         | Carlão                        |           |
| 11 de junho de 2022    | Maria Cerqueira Gomes                      | Ana Sofia Cardoso             |           |
| 18 de junho de 2022    | Maria Cerqueira Gomes                      | Alice Alves                   |           |
| 25 de junho de 2022    | Manuel Luís Goucha                         | Mickael Carreira              |           |
| 2 de julho de 2022     | Maria Cerqueira Gomes                      | João Montez                   |           |
| 9 de julho de 2022     | Maria Cerqueira Gomes                      | Miguel Azevedo                |           |
| 16 de julho de 2022    | Manuel Luís Goucha                         | Margarida Rebelo Pinto        |           |
| 23 de julho de 2022    | Maria Cerqueira Gomes                      | Ana Guiomar                   |           |
| 30 de julho de 2022    | Manuel Luís Goucha                         | Mário Ferreira                |           |
| 6 de agosto de 2022    | Manuel Luís Goucha                         | José Alberto Carvalho         |           |
| 13 de agosto de 2022   | Manuel Luís Goucha                         | Dulce Pontes                  |           |
| 20 de agosto de 2022   | Maria Cerqueira Gomes                      | Cinha Jardim                  |           |
| 27 de agosto de 2022   | Manuel Luís Goucha                         | Joana Barrios                 |           |
| 3 de setembro de 2022  | Maria Cerqueira Gomes                      | Ângela Pinto                  |           |
| 17 de setembro de 2022 | Manuel Luís Goucha                         | Rodrigo Leal                  |           |
| 24 de setembro de 2022 | Maria Cerqueira Gomes                      | Inês Aires Pereira            |           |
| 1 de outubro de 2022   | Maria Cerqueira Gomes                      | Pedro Alves                   |           |
| 8 de outubro de 2022   | Manuel Luís Goucha                         | Sandra Felgueiras             |           |
| 15 de outubro de 2022  | Maria Cerqueira Gomes                      | Júlio Isidro                  |           |
| 22 de outubro de 2022  | Manuel Luís Goucha                         | José Pacheco Pereira          |           |
| 29 de outubro de 2022  | Maria Cerqueira Gomes                      | Paula Neves                   |           |
| 5 de novembro de 2022  | Manuel Luís Goucha                         | Joana Amaral Dias             |           |
| 12 de novembro de 2022 | Maria Cerqueira Gomes                      | Cláudio Ramos                 |           |
| 19 de novembro de 2022 | Maria Cerqueira Gomes                      | Inês Herédia                  |           |
| 26 de novembro de 2022 | Manuel Luís Goucha                         | Aurea                         |           |
| 3 de dezembro de 2022  | Manuel Luís Goucha                         | Ana Malhoa                    |           |
| 10 de dezembro de 2022 | Maria Cerqueira Gomes                      | Ana Brito e Cunha (repetição) |           |
| 17 de dezembro de 2022 | Manuel Luís Goucha                         | Fernando Daniel               |           |
| 24 de dezembro de 2022 | Manuel Luís Goucha                         | Carlos Moedas                 |           |

| Data                    | Apresentador/a        | Convidado                                                  | Audiência |
| ----------------------- | --------------------- | ---------------------------------------------------------- | --------- |
| 7 de janeiro de 2023    | Manuel Luís Goucha    | António Sala                                               |           |
| 14 de janeiro de 2023   | Maria Cerqueira Gomes | Susana Dias Ramos                                          |           |
| 21 de janeiro de 2023   | Maria Cerqueira Gomes | São José Lapa                                              |           |
| 28 de janeiro de 2023   | Manuel Luís Goucha    | Tim                                                        |           |
| 4 de fevereiro de 2023  | Maria Cerqueira Gomes | Manuel Melo                                                |           |
| 11 de fevereiro de 2023 | Iva Domingues         | Ângelo Rodrigues                                           |           |
| 18 de fevereiro de 2023 | Sem apresentador      | José Carlos Pereira e Paula Neves (especial Anjo Selvagem) |           |
| 4 de março de 2023      | Manuel Luís Goucha    | Miguel Falabella                                           |           |
| 11 de março de 2023     | Maria Cerqueira Gomes | Fernando Rodrigues                                         |           |
| 18 de março de 2023     | Maria Cerqueira Gomes | Fernando Pires                                             |           |
| 25 de março de 2023     | Manuel Luís Goucha    | Carminho                                                   |           |
| 26 de março de 2023     | Maria Cerqueira Gomes | Nuno Homem de Sá                                           |           |
| 1 de abril de 2023      | Manuel Luís Goucha    | Rui Santos                                                 |           |
| 2 de abril de 2023      | Manuel Luís Goucha    | Rita Ferro                                                 |           |
| 8 de abril de 2023      | Maria Cerqueira Gomes | Isaltino Morais                                            |           |
| 15 de abril de 2023     | Manuel Luís Goucha    | Pedro Benevides                                            |           |
| 22 de abril de 2023     | Maria Cerqueira Gomes | Bruna Gomes                                                |           |
| 29 de abril de 2023     | Maria Cerqueira Gomes | Abel Xavier                                                |           |
| 6 de maio de 2023       | Maria Cerqueira Gomes | Beatriz Barosa                                             |           |
| 13 de maio de 2023      | Manuel Luís Goucha    | Tony Carreira                                              |           |
| 20 de maio de 2023      | Maria Cerqueira Gomes | Toy                                                        |           |
| 27 de maio de 2023      | Maria Cerqueira Gomes | Tanya                                                      |           |
| 3 de junho de 2023      | Manuel Luís Goucha    | Joana Vasconcelos                                          |           |
| 17 de junho de 2023     | Manuel Luís Goucha    | José Condessa                                              |           |
| 1 de julho de 2023      | Manuel Luís Goucha    | Sérgio Rossi                                               |           |
| 15 de julho de 2023     | Maria Cerqueira Gomes | Bernardo Sousa                                             |           |
| 22 de julho de 2023     | Manuel Luís Goucha    | Pedro Barroso                                              |           |
| 29 de julho de 2023     | Maria Cerqueira Gomes | Augusto Canário                                            |           |
| 5 de agosto de 2023     | Manuel Luís Goucha    | António Sala (repetição)                                   |           |
| 12 de agosto de 2023    | Maria Cerqueira Gomes | Toy (repetição)                                            |           |
| 19 de agosto de 2023    | Manuel Luís Goucha    | Fernando Daniel (repetição)                                |           |
| 26 de agosto de 2023    | Maria Cerqueira Gomes | Inês Herédia (repetição)                                   |           |
| 2 de setembro de 2023   | Manuel Luís Goucha    | David Fonseca                                              |           |
| 9 de setembro de 2023   | Maria Cerqueira Gomes | Cristina Ferreira                                          |           |
| 16 de setembro de 2023  | Manuel Luís Goucha    | Susana Pinto                                               |           |
| 23 de setembro de 2023  | Maria Cerqueira Gomes | António Capelo                                             |           |
| 30 de setembro de 2023  | Maria Cerqueira Gomes | Helena Isabel                                              |           |
| 21 de outubro de 2023   | Manuel Luís Goucha    | José Rodrigues dos Santos                                  |           |
| 27 de outubro de 2023   | Maria Cerqueira Gomes | Rebeca                                                     |           |
| 4 de novembro de 2023   | Maria Cerqueira Gomes | Ana Sofia Martins                                          |           |
| 11 de novembro de 2023  | Manuel Luís Goucha    | Luís Simões                                                |           |
| 18 de novembro de 2023  | Maria Cerqueira Gomes | Rui Paula                                                  |           |
| 25 de novembro de 2023  | Manuel Luís Goucha    | Mickael Carreira                                           |           |
| 2 de dezembro de 2023   | Maria Cerqueira Gomes | António Zambujo                                            |           |
| 9 de dezembro de 2023   | Manuel Luís Goucha    | Joana Marques                                              |           |
| 16 de dezembro de 2023  | Manuel Luís Goucha    | Vítor Fonseca (Cifrão)                                     |           |

| Data                  | Apresentador/a        | Convidado           | Audiência |
| --------------------- | --------------------- | ------------------- | --------- |
| 6 de janeiro de 2024  | Maria Cerqueira Gomes | Manuel Luís Goucha  |           |
| 13 de janeiro de 2024 | Maria Cerqueira Gomes | Rita Pereira        |           |
| 20 de janeiro de 2024 | Maria Cerqueira Gomes | Matilde Reymão      |           |
| 31 de março de 2024   | Manuel Luís Goucha    | José Castelo Branco |           |